# Calarca (kommun i Colombia)
Calarca är en kommun i Colombia.   Den ligger i departementet Quindío, i den centrala delen av landet, 170 km väster om huvudstaden Bogotá. Antalet invånare är 73 741.